# ベル現象
ベル現象（ベルげんしょう、Bell）とは、閉眼した時、眼球が上転する現象のことである。
これは、生理学的な協調運動だが、末梢性顔面神経麻痺では閉眼すると眼裂が閉じないので白い強膜が露出する現象である。